# Бирд Сити (Канзас)
Бирд Сити (енгл. Bird City) град је у америчкој савезној држави Канзас.

## Демографија
По попису из 2010. године број становника је 447, што је 35 (-7,3%) становника мање него 2000. године.
| Група             | 2000.       | 2010.       |
| Белци             | 465 (96,5%) | 372 (83,2%) |
| Афроамериканци    | 0 (0,0%)    | 0 (0,0%)    |
| Азијати           | 0 (0,0%)    | 0 (0,0%)    |
| Хиспаноамериканци | 14 (2,9%)   | 67 (15,0%)  |
| Укупно            | 482         | 447         |